# Lucia Mannucci
Lucia Mannucci (18 de mayo de 1920 – 7 de marzo de 2012) fue una cantante de nacionalidad italiana, conocida por ser componente del grupo Quartetto Cetra, formado junto a Tata Giacobetti, Felice Chiusano y Virgilio Savona, con el cual estaba casada.

## Biografía
Nacida en Bolonia, Italia, siendo muy joven fue a vivir a Milán, estudiando en la escuela "Arte del movimento" de Carla Strauss.
Superadas las pruebas del Ente Italiano per le Audizioni Radiofoniche (EIAR), en 1941 fue destinada como cantante a la orquesta radiofónica. Durante algunos años trabajó en giras con conciertos y revistas teatrales, en particular con el maestro Alberto Semprini, colaborando, entre otros, con Gorni Kramer, Natalino Otto y el Quartetto Cetra.
El 19 de agosto de 1944 se casó con Virgilio Savona, componente del Quartetto Cetra (con el cual tuvo un hijo, Carlo). Tres años después entró en el grupo de su marido, sustituyendo a Enrico De Angelis. Se inició así una larga colaboración, que unía su vida privada con la musical.
Además de su actividad con el Cetra, Lucia Mannucci fue cantante solista, autora de canciones, actriz de musical y presentadora de programas radiotelevisivos. En los años 1940, Mannucci lanzó la canción Ho un sassolino nella scarpa, escrita por Fernando Valci. Fue su primer éxito radiofónico, pero la grabación del tema se confió a Natalino Otto. En 1942 se editó su primer disco para Cetra. A partir de entonces grabó discos con los sellos Fonit, Columbia, La voce del padrone y Dischi Ricordi. En el año 1944 grabó con el Quartetto Cetra Dove siete stata nella notte del 3 giugno, tema de Agenore Incrocci y Savona. 
La cantante trabajó con su marido en la investigación de la música popular, a menudo en la de carácter infantil, y junto a él intervino en el doblaje del film Hans Christian Andersen]. El matrimonio publicó en 2007 el CD Capricci, con canciones grabadas en su domicilio.
Lucia Mannucci falleció en Milán, Italia, en el año 2012, a los 91 años de edad.

## Teatro de revista
- 1943 : Aria nuova, Compagnia Totò, con Totò, Elena Giusti, Lucia Mannucci, Eduardo Passarelli, Alfredo Jandolo, Mario Riva, Fausto Tommei, Quartetto Cetra, música de Armando Fragna, Teatro Valle de Roma
- 1943 : Una notte al Madera, de Rubens y Ramo con Kramer, Natalino Otto, el Quartetto Cetra, Lucia Mannucci y otros, Teatro Nuovo de Milán
- 1951-1952 : Gran Baldoria, Spettacoli errepi, de Pietro Garinei y Sandro Giovannini, con Enrico Viarisio, Elsa Merlini, Isa Barzizza, Adriano Rimoldi, Quartetto Cetra, Ermanno Roveri y Enzo Garinei
- 1952-1953 : Gran Baraonda, Spettacoli errepi, de Garinei y Giovannini]], con Wanda Osiris, Alberto Sordi, Enzo Turco y el Quartetto Cetra
- 1954-1955 : Siamo tutti dottori, Spettacoli errepi, de Agenore Incrocci, Furio Scarpelli y Dino Verde, con Riccardo Billi, Mario Riva, Quartetto Cetra, Diana Day, Franca Maj, Cesare Bettarini, Mimmo Craig y Aurora Trampus
- 1956 : Da New Orleans a Sanremo, del Quartetto Cetra, con el Quartetto Cetra y Luciano Sangiorgi
- 1956-1957 : Carlo, non farlo, de Garinei y Giovannini, con Carlo Dapporto, Lauretta Masiero, Quartetto Cetra, Pamela Palma, Carlo Rizzo, Gino Ravazzini, Elio Pandolfi, Ondina di San Giusto y Valeria Fabrizi
- 1957-1958 : Billi e pupe, de Dino Verde, con Riccardo Billi, Mara Berni, Quartetto Cetra, Anna Campori y Gino Ravazzini
- 1958-1959 : Un trapezio per Lisistrata, de Garinei y Giovannini, con Delia Scala, Mario Carotenuto, Nino Manfredi, Paolo Panelli, Quartetto Cetra, Eliana Silli y Ave Ninchi

## Filmografía
- 1949 : Maracatumba... ma non è una rumba, de Edmondo Lozzi
- 1951 : Il microfono è vostro, de Giuseppe Bennati: con el Quartetto Cetra canta Vecchia America
- 1953 : Café Chantant, de Camillo Mastrocinque: con el Quartetto Cetra canta In un vecchio palco della Scala
- 1960 : Ferragosto in bikini, de Marino Girolami
- 1961 : La ragazza sotto il lenzuolo, de Marino Girolami
- 1968 : Non cantare, spara (TV), de Daniele D'Anza

## Actriz de voz
Manuecci trabajó en el doblaje de Judy Garland en El mago de Oz (1949, secuencias cantadas), Zizi Jeanmaire en Hans Christian Andersen (1952, secuencias cantadas) y Catherine Spaak en La vedova allegra (TV, 1968). 

## Discografía 78 RPM (1942-1947)
- 1942 : Il nanetto del boschetto / Sulle onde della radio – disco Cetra IT11135
- 1944 : Adesso faccio la brava / Nella penombra – disco Fonit 12122
- 1944 : I vecchi motivi / Basta, signor cuore – disco Fonit 12123
- 1944 : Canzoni per voi / Danza di primavera – disco Fonit 12124
- 1944 : Lacrime dimenticate / Che pigro! – disco Fonit 12125
- 1944 : Mattino / Un nome dimenticato – disco Fonit 12126
- 1944 : Vorrei tornare nella vecchia casa / Dolcissima melodia  – disco Fonit 12224
- 1945 : Cuore vagabondo / Caro sole – disco Fonit 12222
- 1945 : Vous qui passez sans me voir / Cucciolo – disco Fonit 12223
- 1945 : Fossette nelle guance / Per sognar mi basta un fiore – disco Fonit 12225
- 1947 : Non ho più pace / Tutto ti attende – disco Decca 27034 BSWS 40-49
- 1947 : Non dirmi "no" / Che succede all'Accademia – disco Columbia CQ 1670